# 細気管支炎
細気管支炎（さいきかんしえん）は、ウイルス感染により肺の小さな気道が閉塞される疾患である。一般的に2歳未満の子供にのみ発症する。症状には、発熱、咳、鼻水、喘鳴、呼吸障害などがあげられる。より重度の症状には、鼻翼呼吸、うめき声、肋骨と肋骨の間の皮膚が呼吸により引込まれる、などである。患者が適切に食事がとれない場合、脱水症状の兆候が見られることがある。
細気管支炎は通常、呼吸器合胞体ウイルス（症例の72％）、または、ヒトライノウイルス（症例の26％）の感染によるもである。診断は一般的に症状に基づく。胸部X線検査やウイルス検査などの検査を定型的にする必要はない。
特定の治療法はない。一般的には、自宅での対症療法で十分である。場合によっては、酸素吸入、食事のサポート、静脈内輸液のために入院が必要なことがある。ネブライザーによる高張食塩水による治療は臨症結果から暫定的に支持される。抗生物質、抗ウイルス薬、気管支拡張薬、噴霧エピネフリンは臨症結果から治療効果は不明確、または、支持されない。
2歳未満の子供の約10％から30％が細気管支炎に罹患する。細気管支炎は冬の北半球で一般的に診られる疾患である。細気管支炎は米国での1歳未満入院の主な原因である。入院した患者の死亡リスクは約1％である。細気管支炎の発生が最初に説明されたのは1940年代である。